# Sugimoto Makoto
Makoto Sugimoto (杉本 真 Sugimoto Makoto, sinh ngày 27 tháng 10 năm 1987 ở Nagano) là một cầu thủ bóng đá người Nhật Bản. Hiện tại anh thi đấu cho Tochigi SC.

## Thống kê sự nghiệp
Cập nhật đến ngày 23 tháng 2 năm 2017.
| Thành tích câu lạc bộ | Thành tích câu lạc bộ | Thành tích câu lạc bộ | Giải vô địch | Giải vô địch | Cúp                   | Cúp                   | Cúp Liên đoàn | Cúp Liên đoàn | Tổng cộng | Tổng cộng |
| Mùa giải              | Câu lạc bộ            | Giải vô địch          | Số trận      | Bàn thắng    | Số trận               | Bàn thắng             | Số trận       | Bàn thắng     | Số trận   | Bàn thắng |
| Nhật Bản              | Nhật Bản              | Nhật Bản              | Giải vô địch | Giải vô địch | Cúp Hoàng đế Nhật Bản | Cúp Hoàng đế Nhật Bản | Cúp Liên đoàn | Cúp Liên đoàn | Tổng cộng | Tổng cộng |
| --------------------- | --------------------- | --------------------- | ------------ | ------------ | --------------------- | --------------------- | ------------- | ------------- | --------- | --------- |
| 2010                  | Tochigi SC            | J2 League             | 24           | 3            | 0                     | 0                     | -             | -             | 24        | 3         |
| 2011                  | Tochigi SC            | J2 League             | 20           | 1            | 2                     | 0                     | -             | -             | 22        | 1         |
| 2012                  | Tochigi SC            | J2 League             | 27           | 4            | 1                     | 0                     | -             | -             | 28        | 4         |
| 2013                  | Tochigi SC            | J2 League             | 24           | 4            | 0                     | 0                     | -             | -             | 24        | 4         |
| 2014                  | Tochigi SC            | J2 League             | 19           | 6            | 1                     | 0                     | -             | -             | 20        | 6         |
| 2015                  | Tochigi SC            | J2 League             | 26           | 5            | 0                     | 0                     | -             | -             | 26        | 5         |
| 2016                  | Tochigi SC            | J3 League             | 9            | 0            | 0                     | 0                     | -             | -             | 9         | 0         |
| Tổng cộng sự nghiệp   | Tổng cộng sự nghiệp   | Tổng cộng sự nghiệp   | 149          | 23           | 4                     | 0                     | 0             | 0             | 153       | 23        |